# Channay-sur-Lathan
Channay-sur-Lathan is een gemeente in het Franse departement Indre-et-Loire (regio Centre-Val de Loire) en telt 721 inwoners (2005). De plaats maakt deel uit van het arrondissement Tours.

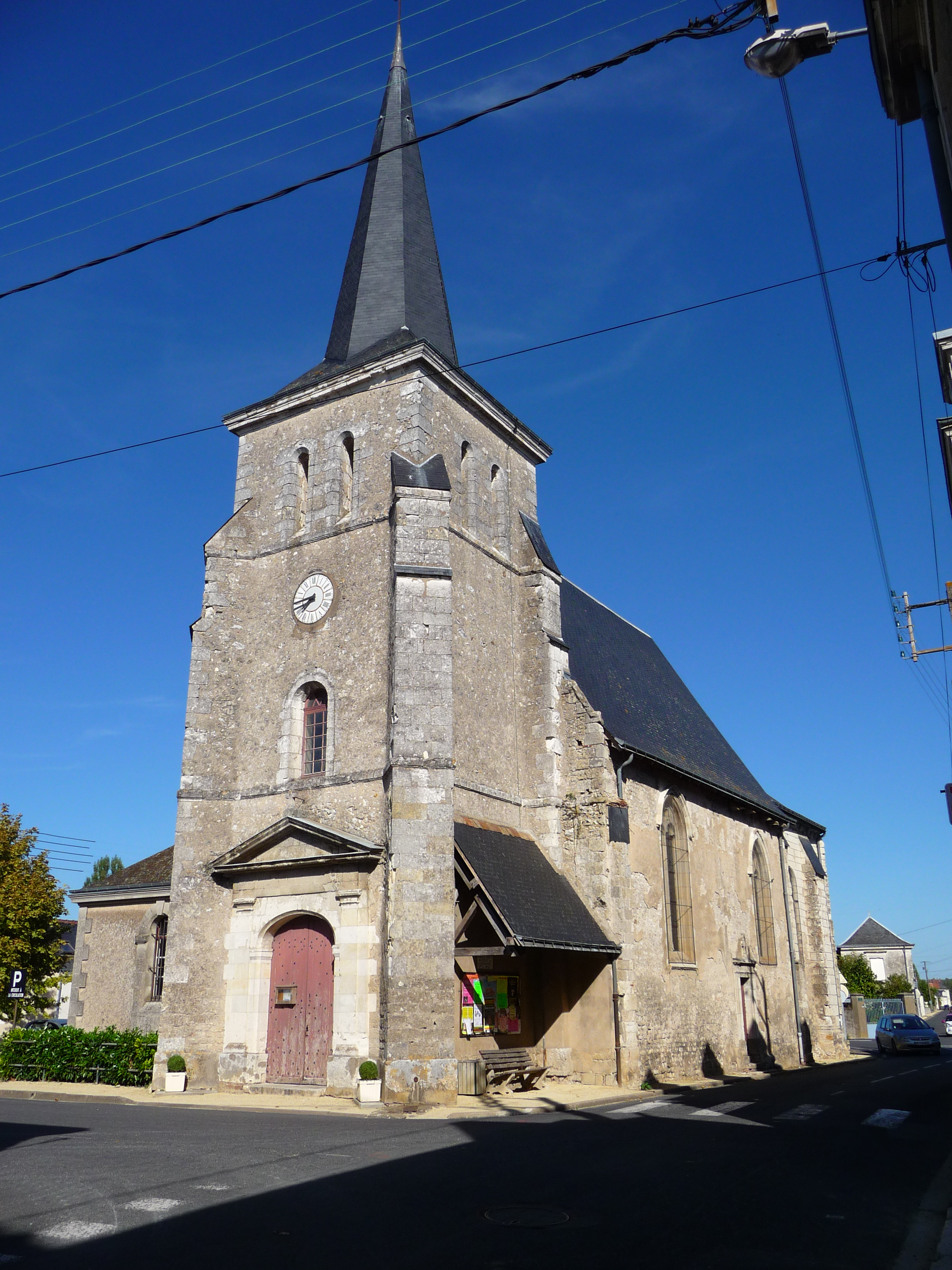
Kerk van Channay-sur-Lathan
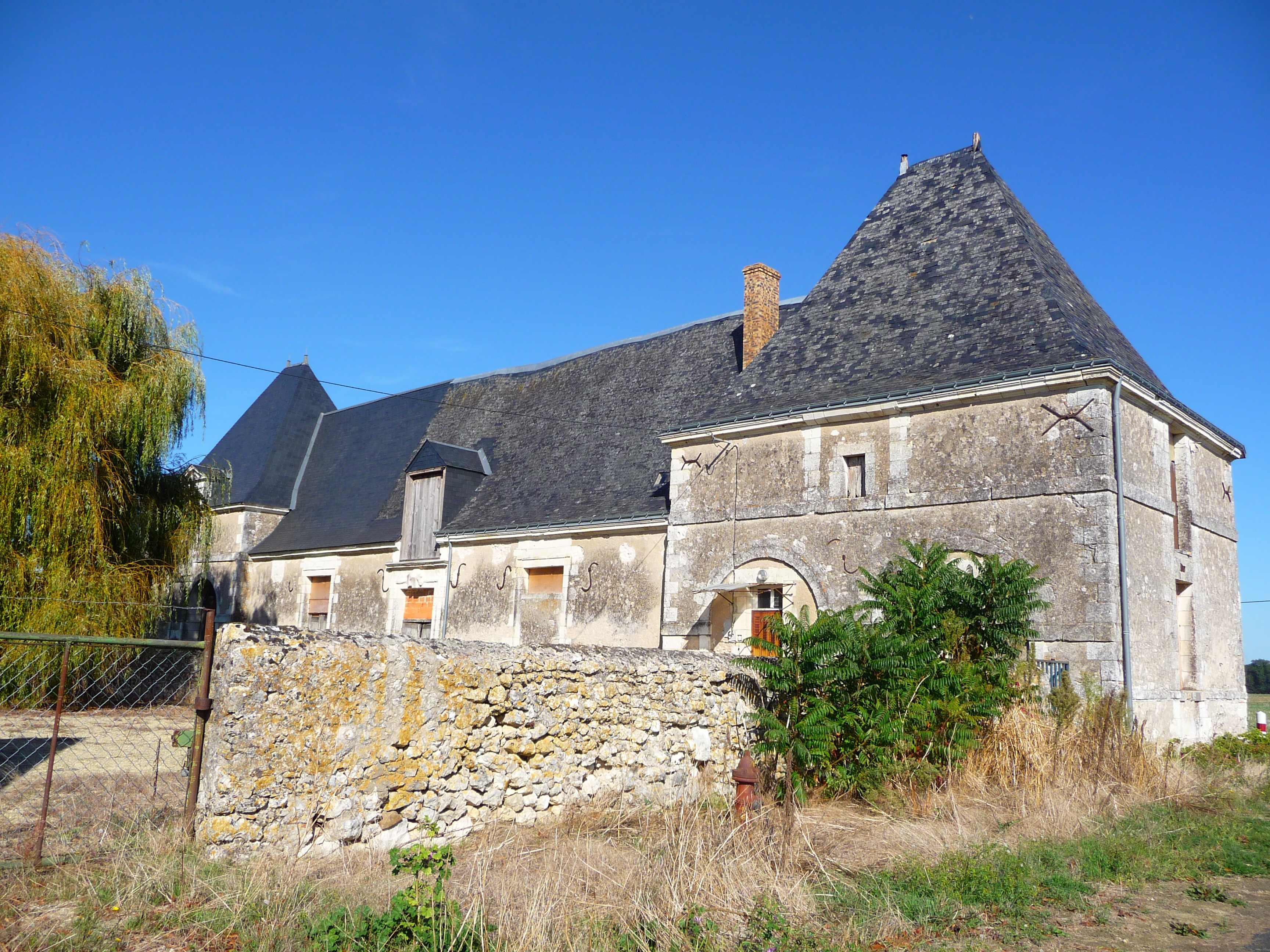
Manoir du Mesnil

## Geografie
De oppervlakte van Channay-sur-Lathan bedraagt 28,9 km², de bevolkingsdichtheid is 24,9 inwoners per km².
De onderstaande kaart toont de ligging van Channay-sur-Lathan met de belangrijkste infrastructuur en aangrenzende gemeenten.

## Demografie
Onderstaande figuur toont het verloop van het inwonertal (bron: INSEE-tellingen).